# Anisobas cingulatellus
Anisobas cingulatellus là một loài tò vò trong họ Ichneumonidae.